# Eupithecia grabei
Eupithecia grabei là một loài bướm đêm trong họ Geometridae.